# ソーダ石灰

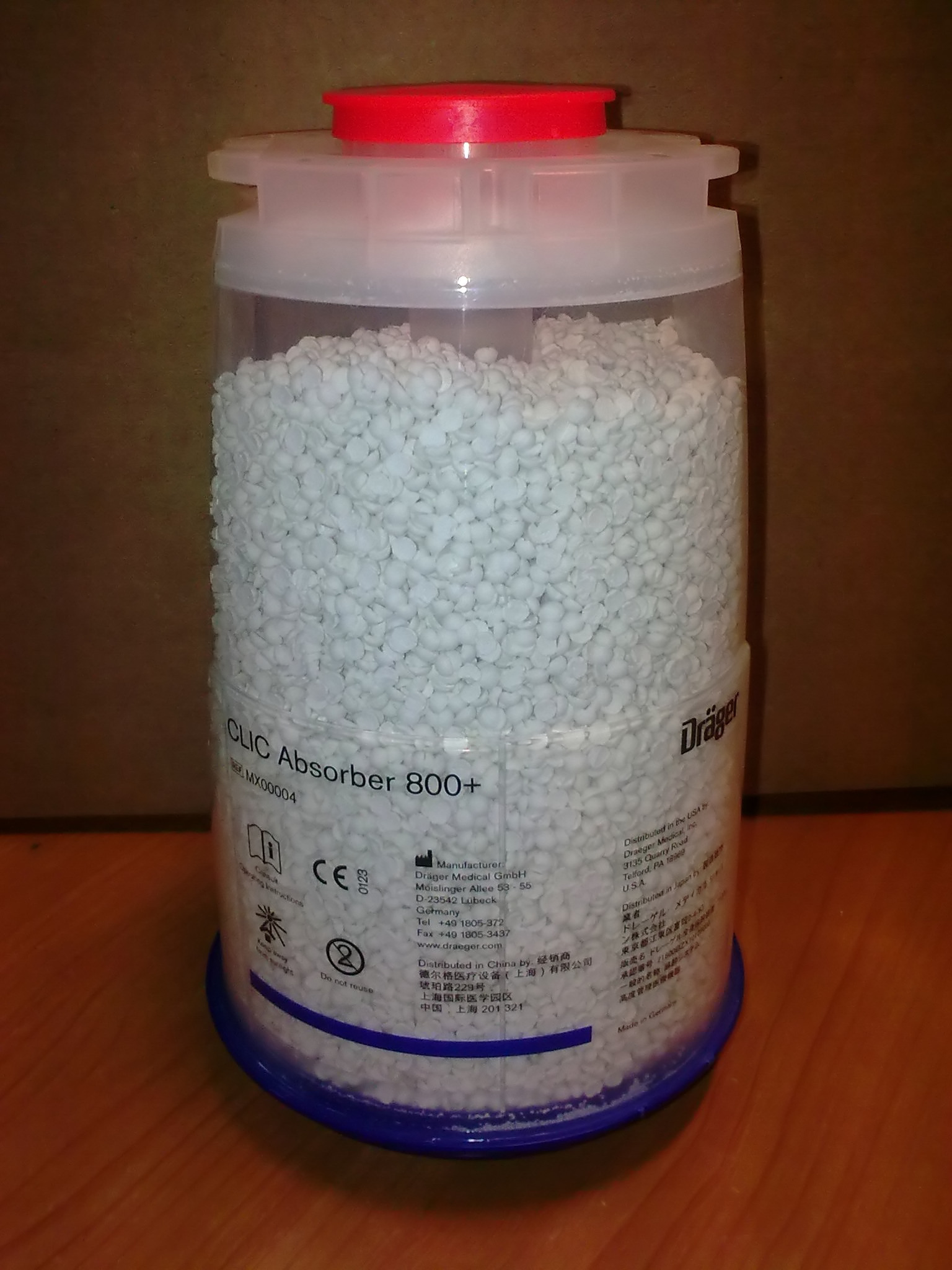
Drägersorb® Soda Lime

ソーダ石灰（ソーダせっかい、soda lime）とは、ガラス生産や二酸化炭素、水の吸収材として利用される塩基性混合物である。生石灰を水酸化ナトリウムの濃厚溶液に浸し加熱乾燥して製造する、強塩基性を示す不定形の白色粒状の固体。
ソーダ石灰の顆粒は、長時間使用しても粒形が崩れ難いため、実験室では二酸化炭素吸着剤や乾燥剤として利用される。もともとソーダ石灰を原料としたガラスがソーダ石灰ガラスと呼ばれたが、今日では同じものがソーダ灰から製造される。

## 成分
- 酸化カルシウム　CaO（約75%）
- 水　H2O（約20%）
- 水酸化ナトリウム　NaOH（約3%）
- 水酸化カリウム　KOH（約1%）